# Sörrå, Måsta en Björka
Sörrå, Måsta en Björka (Zweeds: Sörra, Måsta och Björka) is een småort in de gemeente Hudiksvall in het landschap Hälsingland en de provincie Gävleborgs län in Zweden. Het småort heeft 177 inwoners (2005) en een oppervlakte van 22 hectare. Eigenlijk bestaat het småort uit drie plaatsen: Sörrå, Måsta en Björka.